# Гринуэй (Миннесота)
Гринуэй (англ. Greenway) — тауншип в округе Айтаска, Миннесота, США. На 2010 год его население составило 1939 человек. Тауншип был назван в честь Джона Гринуэйя, который руководил железной шахтой в Кальюмете.

## География
По данным Бюро переписи населения США площадь тауншипа составляет 93,4 км², из которых 86,7 км² занимает суша, а 6,7 км² — вода (7,21 %). На территории тауншипа расположены города Кальюмете (4,1 км²) и Марбл (11,5 км²).
Через тауншип проходят скоростные автомагистрали  US 169 и  US 65.

## Население
В 2010 году на территории тауншипа проживало 1939 человек (из них 52,0 % мужчин и 48,0 % женщин), насчитывалось 821 домашнее хозяйство и 524 семьи. На территории города было расположено 208 построек со средней плотностью 11,2 построек на один квадратный километр суши. Расовый состав: белые — 95,3 %, афроамериканцы — 0,3 %, коренные американцы — 2,3 %.
Из 1939 человек тауншипа, 367 проживают в городе Кальюмет (плотность — 89,5 чел./км²), 701 — в Марбл (плотность — 62,0 чел./км²), остальной 871 человек не принадлежит городам (плотность на оставшейся территории тауншипа — 13,3 чел./км²).
Население города по возрастному диапазону по данным переписи 2010 года распределилось следующим образом: 26,1 % — жители младше 21 года, 57,6 % — от 21 до 65 лет и 16,3 % — в возрасте 65 лет и старше. Средний возраст населения — 43,2 года. На каждые 100 женщин в Гринуэйе приходилось 108,5 мужчин, при этом на 100 совершеннолетних женщин приходилось 108,5 мужчин сопоставимого возраста.
Из 821 домашнего хозяйства 63,8 % представляли собой семьи: 48,0 % совместно проживающих супружеских пар (15,3 % с детьми младше 18 лет); 10,5 % — женщины, проживающие без мужей, 5,4 % — мужчины, проживающие без жён. 36,2 % не имели семьи. В среднем домашнее хозяйство ведут 2,35 человека, а средний размер семьи — 2,86 человека. В одиночестве проживали 29,5 % населения, 10,7 % составляли одинокие пожилые люди (старше 65 лет).
В 2014 году из 1504 человек старше 16 лет имели работу 835. В 2014 году медианный доход на семью оценивался в 45 859 $, на домашнее хозяйство — в 42 969 $. Доход на душу населения — 21 367 $ в год.